# دان بیری
دان بیری (انگلیسی: Dan Beery؛ زادهٔ ۴ ژانویه ۱۹۷۵) قایقران روئینگ اهل ایالات متحده آمریکا بود.
وی در مسابقات کشوری و بین‌المللی در مجموع برندهٔ ۶ مدال طلا، ۱ مدال نقره شده‌است.